# Subsecretaría de Ciencia, Tecnología, Conocimiento e Innovación de Chile
La Subsecretaría de Ciencia, Tecnología, Conocimiento e Innovación de Chile es una subsecretaría de Estado dependiente del Ministerio de Ciencia, Tecnología, Conocimiento e Innovación que tiene como objeto asesorar y colaborar con el presidente de la República en el diseño, formulación, coordinación, implementación y evaluación de las políticas, planes y programas destinados a fomentar y fortalecer la ciencia, la tecnología y la innovación derivada de la investigación científico-tecnológica. Desde el 6 de noviembre de 2024, el subsecretario es Cristián Cuevas Vega, actuando bajo el gobierno de Gabriel Boric.
Fue creada durante el segundo gobierno de Sebastián Piñera, mediante la ley 21.105, promulgada el 27 de julio de 2018 y publicada en el Diario Oficial el 13 de agosto del mismo año.

## Funciones
La Subsecretaría de Ciencia, Tecnología, Conocimiento e Innovación debe prestar apoyo administrativo y material al Consejo Nacional de CTCI para el adecuado desempeño de sus tareas. El organismo además, presta al Comité Interministerial el apoyo administrativo necesario para su funcionamiento, y el subsecretario o subsecretaria es su Secretario o Secretaria Técnica.

## Estructura
De ésta Subsecretaría dependen las secretarías regionales ministeriales (Seremi's) y el Departamento de Auditoría Interna. Así mismo, tiene bajo su dependencia las siguientes cuatro divisiones:
- División de Políticas Públicas
  - Oficina de Estudios y Estadísticas
- División de Ciencia y Sociedad
- División Jurídica
- División de Administración y Finanzas

## Subsecretarios
| Retrato | Subsecretaria                 | Partido | Inicio                  | Final                  | Presidente       |
| ------- | ----------------------------- | ------- | ----------------------- | ---------------------- | ---------------- |
|         | Carolina Torrealba Ruiz-Tagle | Ind.    | 17 de diciembre de 2018 | 11 de marzo de 2022    | Sebastián Piñera |
|         | Carolina Gainza Cortés        | FA      | 11 de marzo de 2022     | 6 de noviembre de 2024 | Gabriel Boric    |
|         | Cristian Cuevas Vega          | FRVS    | 6 de noviembre de 2024  | En el cargo            | Gabriel Boric    |